# Chiesa di Santo Stefano (Casalincontrada)
La chiesa di Santo Stefano Protomartire si trova in Corso Vittorio Emanuele a Casalincontrada, in provincia di Chieti e arcidiocesi di Chieti-Vasto.

## Storia
La prima menzione della chiesa la si trova in una sentenza arbitrale del 12 aprile del 1302. Nel 1324-25 fa parte della Rationes Decimarum tra le chiese soggette al Monastero di Santa Maria d'Arabona (in questo periodo risulta come chiesa rurale). Il marchese Giovanni Battista fece ristrutturare la chiesa dopo i danneggiamenti dei terremoti del 1661 e 1688 come prova un epitaffio in pietra. Tuttavia la chiesa fu di nuovo danneggiata dal terremoto della Maiella del 3 novembre del 1706. Il marchese poteva ascoltare la messa tramite una finestra che comunicava con la chiesa madre. Dopo il terremoto del 25 luglio del 1805 fu gravemente danneggiata insieme a molte case e fu progressivamente abbandonata.
Così, gli abitanti di Casalincontrada si riunirono nella Chiesa della Madonna delle Grazie che non era sufficientemente capiente e rischiava di crollare anch'essa. Nell'agosto del 1811 crollò anche il pavimento della chiesa di Santo Stefano e lese anche le tombe sottostanti. Fu impossibile trovare un cimitero per seppellire le salme, così le autorità comunali furono costrette a restaurare la chiesa parrocchiale. Della ricostruzione furono incaricati l'ingegnere Ambrogio Mammarella ed il maestro fabbricatore Sebastiano Mammarella di Bucchianico. Per la ricostruzione, per ridurre le spese previste per 863 ducati ed 8 carlini, vennero riciclati i materiali del primitivo impianto della chiesa e come manovali vennero assoldati gli abitanti della cittadina stessa. I lavori di restauro terminarono nel 1814 come prova un'iscrizione su di una porta laterale.
Prima dell'epoca del fascismo, come mostrato anche in foto storiche del volume di Fausto De Santis Toponomastica del territorio di Casalincontrada, la chiesa esattamente era molto rozza, priva degli abbellimenti classicheggianti in stile ottocentesco, la facciata in mattoni a vista aveva come decorazione la sola finestra a vela, poi rifatta daccapo, mentre il campanile non aveva la cuspide a piramide ottagonale in sommità.

## Descrizione
L'interno è ad una sola navata con ornamenti, lesene con capitelli dorati, cappelle laterali e soffitto a botte con cupola intradossata barocchi.
La facciata è in laterizio intonacato. La zona bassa è più larga e sopraelevata da una scalinata e decorata con lesene. La cornice in alto è orizzontale. Inoltre vi è un timpano con volute di raccordo per la parte inferiore. Sopra il portale vi è una grande finestra.

### Opere all'interno
- Una statua di Sant'Antonio abate in legno policromo alta 1,93 metri, risalente al XVI secolo;
- Un'acquasantiera in pietra alta 1,39 metri risalente al XVII secolo, un'iscrizione reca la data di fabbricazione (1619);
- Una vasca utilizzata come fonte battesimale in pietra scolpita con cassone intagliato, è alta 1,24 metri, il cassone è alto 1,35 metri, risale al XVIII secolo;
- Un pergamo in noce con intarsi e sculture faunistiche, risale al XVIII secolo, è alto 1,06 metri largo 2,15 metri, attualmente è utilizzato come altare principale;
- Una croce processionale in argento alta 59 centimetri e larga 38 centimetri; risale al XV secolo;
- Un ostensorio in argento alto 58 centimetri di oreficeria risalente al XVIII secolo,
  - all'interno vi è un reliquario in argento di San Filippo Neri, Santa Barbara e San Giustino[non chiaro] vescovo, di oreficeria napoletana alto 28 centimetri risalente al XVIII secolo;
- Un calice in argento con piede in rame dorato. La sottocoppa è decorata con un bassorilievo raffigurante, tra l'altro, angeli, volute, spighe di grano e grappoli d'uva, è alto 23 centimetri, risale al XVIII secolo;
- Un incensiere d'argento alto 23 centimetri di oreficeria napoletana risalente al XVIII secolo;
- Un piatto in ottone per questua con decorazioni a sbalzo di maestranze tedesco-tirolesi con diametro di 37 centimetri risalente al XVIII secolo;
- Due tele di Francesco Maria De Benedictis raffiguranti:
  - Una visita della regina Saba al Re Salomone del 1843 posto al centro della volta della navata
  - e il martirio di Santo Stefano del 1845 posto dietro l'altare maggiore in alto.